# Любовь под вязами (фильм)
«Любовь под вязами» (англ. Desire Under the Elms) — кинофильм Делберта Манна по пьесе Юджина О’Нила.

## Сюжет
Новая Англия, 1840-й год. Эфраим Кэбот (Бёрл Айвз) — весьма энергичный человек в летах, он очень любит свою ферму и то, что она приносит ему посредством трудов. Будучи не менее алчными по сравнению с отцом, к нему, однако, питают неприязненные чувства его собственные сыновья, рождённые от двух жен, которых Кэбот заставлял работать настолько, что рано довел их до могилы. Наибольшая горечь при этом поселилась в душе Эбена (Энтони Перкинс), матери которого принадлежала большая часть фермы, и которого не покидает мысль о том, что именно он должен быть единственным законным и полноправным наследником.
Но однажды старик приводит в дом свою новую жену, Анну (Софи Лорен), с которой они только что обвенчались в городе, — и Эбен понимает, что у него появляется новый жестокий соперник, поскольку мачеха не скрывает своего желания унаследовать ферму. Эбен выплачивает братьям сумму за проезд вместо их доли в ферме, те принимают это как вызов и подчиняются необходимости просто уехать из отчего дома. Анна вначале пытается спровоцировать также уход и Эбена.
Но далее молодая обворожительная хозяйка решается быть ещё откровенней в своих желаниях, и предпочитает влюбить в себя Эбена. Через два месяца Эбен действительно по уши влюбляется в Анну, его мучительно тянет к ней, но он борется со своим чувством, что выражается в том, что он то и дело грубит мачехе, оскорбляет её. Та, однако, не обижается, догадываясь, какая битва разворачивается в сердце молодого человека. «Ты противишься природе», — говорит она ему, — но та берет своё, «заставляет тебя, как эти деревья, как эти вязы, стремиться к кому-нибудь».
Любовь в душе Эбена переплетена с ненавистью к незваной гостье, претендующей на дом и ферму, которые он считает своими.
Тем временем старик муж самоуверенно мечтает, что новая жена скоро родит ему наследника, но он не подозревает, что будущий сын — не его, а от молодого любовника жены. В неведении Кэбот даже помолодел и несколько смягчился душой. Он готов выполнить любую просьбу Анны — даже прогнать с фермы сына, если она того пожелает. Но Анна меньше всего этого хочет: с ней за это время случилось то, чего она и сама от себя не ожидала. Если раньше ей больше всего в жизни нужно было состояние и положение в обществе, и на связь со стариком она пошла только ради этого, то теперь Анна чувствует, что переоценила своё понимание себя: в ней пробудилось то, что она в себе не ведала; она по-настоящему теперь любит Эбена, всем сердцем стремится к нему, мечтает о нём. И всё, что ей нужно от Кэбота в новой ситуации, — это гарантия того, что после смерти мужа ферма перейдет к ней, — но уже с тем, чтобы быть с любимым. Ферма? — о да, она отойдет к ней: если у них родится сын, то так и будет, — обещает ей Кэбот и предлагает помолиться о рождении наследника.
Но собственник в Эбене побеждает мужчину.
…

## В ролях
- Софи Лорен — Анна Кэбот
- Энтони Перкинс — Эбен Кэбот
- Бёрл Айвз — Эфраим Кэбот
- Фрэнк Овертон — Симеон Кэбот
- Пернелл Робертс — Питер Кэбот
- Ребекка Уэллс — Люсинда Кэбот
- Джин Уиллз — Флоренс Кэбот
- Энн Сеймур — мать Эбена
- Рой Фэнт — скрипач

## Награды и номинации

### Номинации
- 1959 — Премия «Оскар»
  - Лучшая операторская работа — Дэниел Фэпп
- 1958 — Каннский кинофестиваль
  - Золотая пальмовая ветвь — Делберт Манн